# Motorbetriebspunkt
Der Motorbetriebspunkt beschreibt die anwendungsspezifische Einstellbarkeit des Arbeitspunktes eines Verbrennungsmotors z. B. mittels eines Getriebes. Im Hinblick auf den optimalen Wirkungsgrad bei erforderter Motorleistung wird dabei der Motorbetriebspunkt trotz z. B. variabler Fahrbeanspruchung z. B. unter ökonomischen Gesichtspunkten angepasst. Dies kann durch manuelle oder automatische Betätigung eines nachgeschalteten Getriebes erfolgen.
Die Veränderung des Motorbetriebspunktes spielt hauptsächlich in automatischen Getrieben eine Rolle. Durch entsprechende selbstständige, automatische Schaltvorgänge können unabhängig vom Fahrverhalten des Fahrers bestimmte Betriebszustände erreicht werden und besonders sportlich oder kraftstoffsparend gefahren werden.